# Canton Friburgo

Logo

Il Canton Friburgo o Friborgo (in francese État de Fribourg e in tedesco Staat Freiburg, "Stato di Friburgo"; in romancio Chantun Friburg; in svizzero tedesco Kanton Frybùrg) è un cantone della Svizzera. Il cantone si trova nella parte occidentale della Confederazione. La sua capitale è Friburgo.

## Geografia fisica
Il Canton Friburgo si trova nella parte occidentale della Svizzera. È limitato a ovest dal lago di Neuchâtel, che lo separa dall'omonimo cantone. A ovest e a sud del cantone si trova il Canton Vaud. A est si trova il Canton Berna. L'area del Canton Friburgo è di 1672,42 km², comprese le enclavi.
Il Canton Friburgo ha tre exclavi: Estavayer e Surpierre nel Canton Vaud e Wallenbuch nel Canton Berna.
Il cantone si trova sull'elevato Altopiano svizzero. A ovest il terreno è piatto, ma verso la parte sud-est del cantone diventa collinare. Questa regione montuosa è compresa nelle Prealpi di Vaud e Friburgo. Il punto più alto del cantone è il Vanil Noir con 2389 m.
Il fiume Sarine scorre dal sud al nord del cantone. Assieme ai suoi tributari bagna gran parte delle terre del cantone. Il fiume Sarine si unisce più avanti al fiume Aare. Il fiume Broye bagna la parte ovest del cantone e scorre verso nord-est nel lago di Morat (Murtensee). La parte sud-ovest del cantone è percorsa dal fiume La Veveyse che scorre verso sud nel lago di Ginevra (Lemano).

## Storia
Sulle rive del Lago di Neuchâtel e del Lago di Morat, nelle terre dell'attuale cantone, furono scoperte tracce significative di insediamenti preistorici.
La città di Friburgo venne probabilmente fondata nel medioevo, nel 1157, dal duca Bertoldo IV di Zähringen, che le diede questo nome in onore dell'altra sua città Friburgo in Brisgovia; fu città libera dell'Impero dal 1218 al 1250, e successivamente si barcamenò tra i tentativi espansionistici degli Asburgo e altre casate, rimanendo soggetta a vari signori per lunghi periodi: alla casa di Kyburg (1250-1277), agli Asburgo (1277-1452) ai Savoia (1452-1476).
Nel corso delle Guerre borgognone, con l'aiuto di Berna, la città di Friburgo riuscì a conquistare la propria indipendenza, sancita in un trattato di pace siglato tra le sue mura, il Trattato di Friburgo (1476).
Pochi anni dopo, nel 1481, Friburgo si unì ufficialmente alla Confederazione Svizzera come nuovo cantone. Il territorio soggetto a Friburgo si ampliò ulteriormente tra i secoli XV e XVI: l'area era composta soprattutto da territori acquisiti dalla città capitale Friburgo nelle guerre condotte a spese del Vaud dominato dai Savoia.
Negli stessi secoli in città si insediarono numerosi ordini religiosi, facendone una delle roccaforti del cattolicesimo svizzero, rispetto alle vicine Berna e Ginevra che invece erano diventate protestanti. Qui svolse la sua attività, efficace per impedire il diffondersi della Riforma, San Pietro Canisio e sempre a Friburgo trovarono rifugio i vescovi di Losanna, mentre la loro città era occupata dai protestanti.
Conquistata dai Francesi rivoluzionari nel 1798, nel 1815 Friburgo riebbe un autonomo governo aristocratico, abolito nel 1830. La presente estensione del cantone venne raggiunta nel 1803, quando venne acquisita Morat (Murten). Il Canton Friburgo si unì alla lega dei cantoni separatisti cattolici (Sonderbund), nel 1846. L'anno seguente, le sue truppe si arresero all'esercito federale.

## Economia
L'agricoltura è importante nel Canton Friburgo. Le principali attività agricole sono l'allevamento di bovini, e la produzione casearia. La produzione di formaggio è radicata soprattutto nel distretto di La Gruyère, casa del formaggio groviera. Altri prodotti agricoli comprendono: tabacco, frutta e cereali. L'agricoltura è predominante nella parte nord del cantone dove si trova la maggior parte della terra fertile.
C'è dell'industria leggera attorno alla capitale. Altri centri dell'industria leggera sono Düdingen e Morat. Questi tre centri hanno anche un grosso numero di piccole e medie imprese, molte delle quali operano nel settore dei servizi. Le foreste sono importanti nella regione de La Gruyère.
Il distretto di La Sarine è sede delle centrali usate per la produzione domestica e per l'esportazione di energia elettrica. Le zone di montagna attraggono turisti tutto l'anno. Le regioni dei laghi sono frequentate da turisti - principalmente famiglie - in estate e autunno.

## Infrastrutture e trasporti
Il canton Friburgo è ben connesso alle altre aree della Svizzera, con autostrade e collegamenti ferroviari rapidi. La ferrovia principale, tra Ginevra e Losanna nel sud-ovest, verso Berna e Zurigo, collega Friburgo agli altri centri della nazione.

## Società

### Evoluzione demografica
La popolazione del cantone (nel 2016) è di 311 914 abitanti.

### Lingue

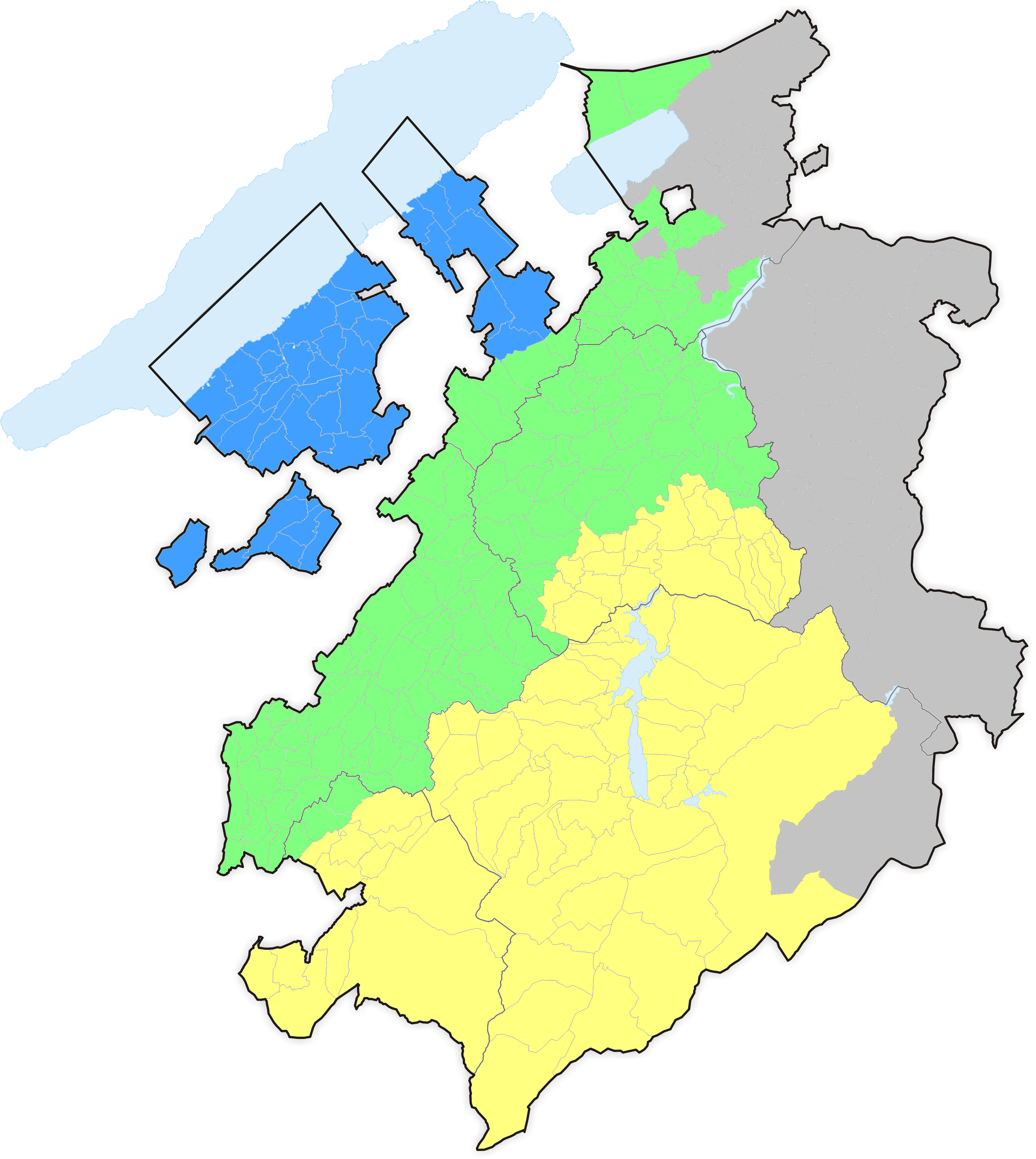
Varianti del francoprovenzale parlate in Canton Friburgo
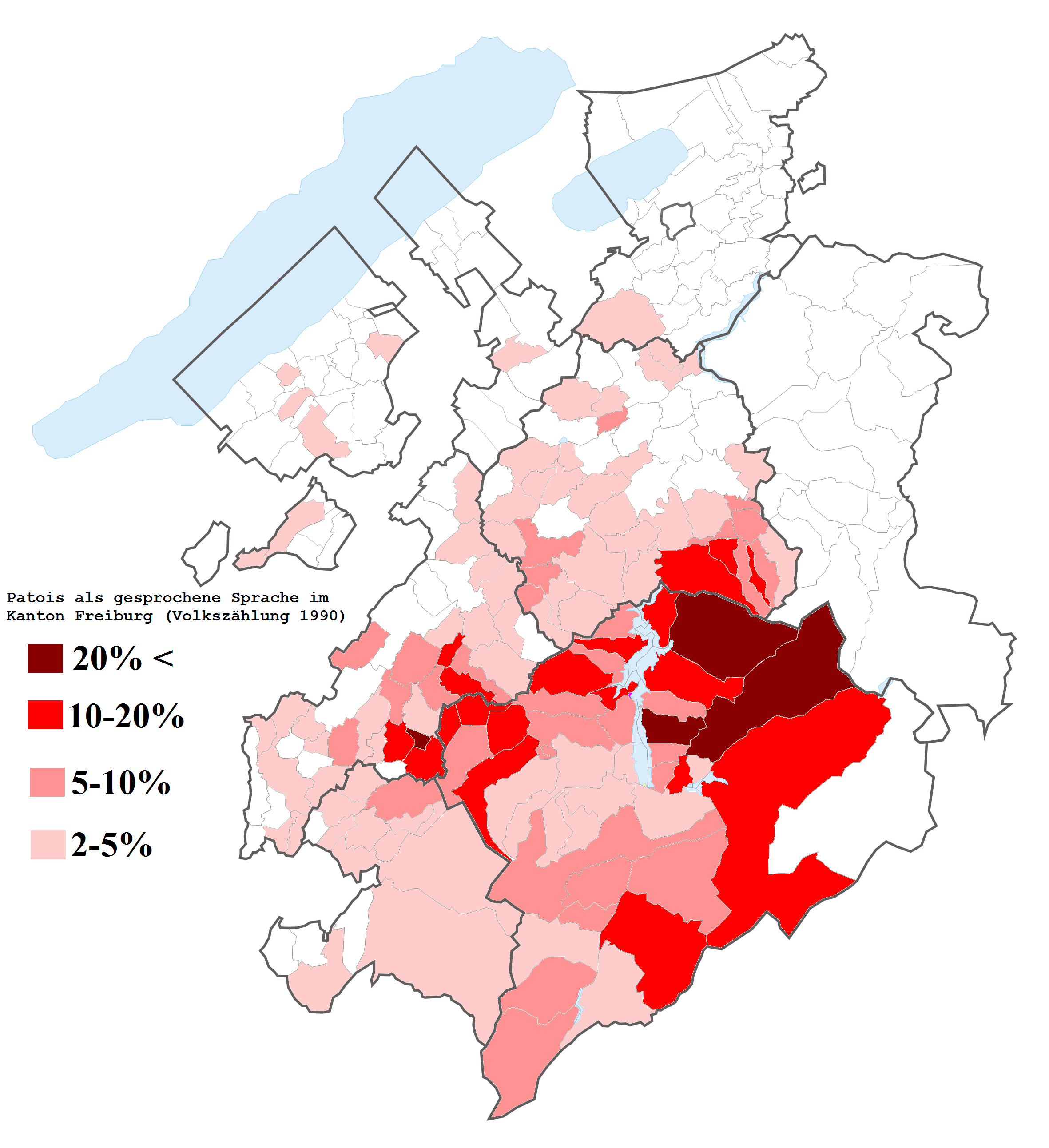
Utilizzo del francoprovenzale in Canton Friburgo nel 1990
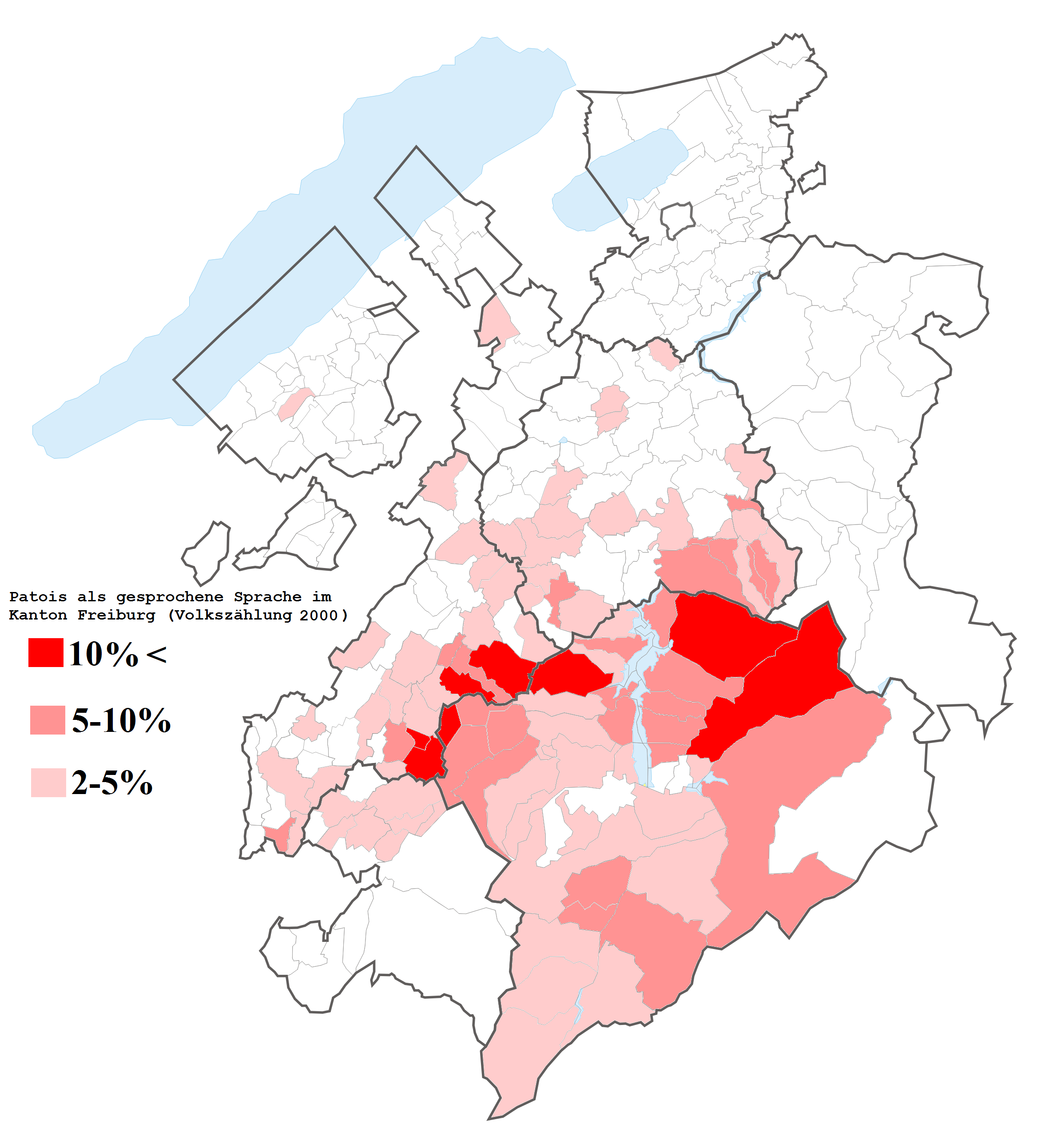
Utilizzo del francoprovenzale in Canton Friburgo nel 2000

Il cantone è linguisticamente misto ed è attraversato dal confine linguistico tra Svizzera tedesca e romanda. Circa i due terzi della popolazione parlano francese, mentre il restante parla tedesco. Le aree di lingua francese sono nella parte occidentale del cantone, mentre quelle di lingua tedesca sono a est. Ci sono diverse città bilingui.
Nelle zone di lingua tedesca in ambito quotidiano si parlano dialetti svizzero tedeschi, mentre la zona di lingua francese è tradizionalmente di lingua francoprovenzale; quest'ultimo idioma è caduto progressivamente in disuso nella regione a partire dal XIX secolo, sostituito dal francese, soprattutto in seguito al suo divieto nelle scuole, revocato solo negli anni 1960; nel XXI secolo il francoprovenzale è ancora mantenuto nelle zone rurali da alcuni anziani e a livello folcloristico e nel 2018 ha ottenuto un riconoscimento come lingua minoritaria.
| %     | Ripartizione linguistica (gruppi principali) |
| ----- | -------------------------------------------- |
| 29,2% | madrelingua tedesca                          |
| 63,2% | madrelingua francese                         |
| 1,8%  | madrelingua portoghese                       |

### Religione
Il cantone è prevalentemente cattolico. Ci sono diversi monasteri e conventi.

## Distretti
Il Canton Friburgo è diviso in sette distretti (Bezirke):
- District de la Sarine/Saanebezirk, con capoluogo Friburgo
- Sensebezirk, con capoluogo Tafers
- District de la Gruyère/Greyerzbezirk, con capoluogo Bulle
- District du Lac/Seebezirk, con capoluogo Murten
- District de la Glâne, con capoluogo Romont
- District de la Broye, con capoluogo Estavayer
- District de la Veveyse, con capoluogo Châtel-Saint-Denis

## Municipalità
Il cantone è diviso in 126 municipalità.